# Batalha de Craon
A Batalha de Craon ocorreu entre 21 e 24 de maio de 1592, entre o Exército Real Francês sob o comando do Duque de Montpensier e  o Príncipe de Conti, reforçado por contingentes ingleses sob o comando de Sir John Norris, contra as forças combinadas da Espanha, durante a ocupação da Bretanha, e a Liga Católica da França durante a Guerra dos Três Henriques e a Guerra Anglo-Espanhola (1585–1604), no contexto das Guerras religiosas na França. Craon foi sitiada pelo exército de Henrique de Navarra, mas os defensores, apoiados por uma força de socorro católica recrutada pelo Duque de Mercoeur, resistiram. No final, Craon foi libertada pelos espanhóis sob o comando de Dom Juan del Águila, que derrotou os sitiantes anglo-franceses.

## Antecedentes
O comandante da Liga Católica na região, o Duque de Mercoeur, Governador da Bretanha, ordenou ao seu tenente-chefe , Urbain de Laval Boisdauphin, para fortalecer Craon. Em 1590, Mercœur rebelou-se contra a ascensão ao trono da França de Henrique de Navarra e tornou-se o chefe da Liga Católica da Bretanha, com o objetivo de restaurar a autonomia do antigo Ducado, sendo proclamado protetor da Igreja Católica na região da Bretanha.
O Duque de Mercœur contou com o apoio do Rei Católico, Filipe II, que lhe enviou 7.000 soldados espanhóis, os quais desembarcaram em Blavet (Port Louis) sob o comando de Dom Juan del Águila.
Em 8 de fevereiro de 1592, Henrique decidiu tomar a cidade de Craon. Seus primos, Henrique de Bourbon, Duque de Montpensier, e Francisco de Bourbon, Príncipe de Conti, reuniram-se secretamente em Laval para organizar o ataque. Montpensier chegou com seu exército em 14 de abril de 1592 e sitiou a cidade. Ele foi auxiliado por 1.200 ingleses liderados por Anthony Wingfield (na ausência de John Norris) e 800 mercenários alemães. Então, em 20 de maio de 1592, Mercœur e o Marquês de Sablé chegaram com seus exércitos para defender Craon.

## Batalha de Craon
A defesa da cidade de Craon pelas tropas católicas contra as tropas francesas de Montpensier e Conti foi feroz. Em 22 de maio de 1592, o exército hispano-católico alcançou Craon sob o comando de Dom Juan del Águila e do Duque de Mercœur. As tropas hispano-católicas atacaram o flanco esquerdo, pegando de surpresa os sitiantes anglo-franceses. Ao mesmo tempo, os sitiados atacaram furiosamente o flanco direito, conseguindo finalmente uma vitória brilhante. Na calada da noite, Montpensier retirou-se para Laval e Rennes.
Os espanhóis capturaram toda a artilharia, carrinhos de munição, bandeiras, equipamentos e suprimentos do inimigo. Os soldados ingleses capturados não tiveram escapatória e foram todos executados, em parte como retaliação pela crueldade recebida dos ingleses nos destroços da Armada Espanhola.

## Consequências

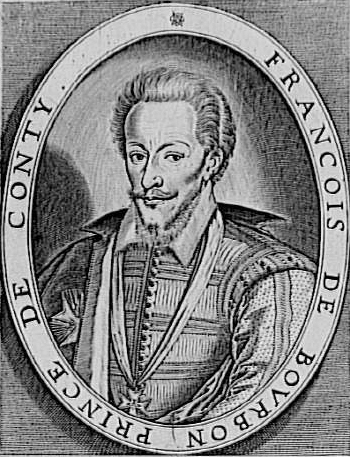
Francisco de Bourbon, Príncipe de Conti, comandante do Exército real francês.

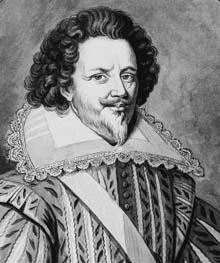
Urbain de Laval Boisdauphin, Marquês de Sablé, comandante da Liga Católica.

Jérôme d'Arradon, um comandante francês a quem foi confiado o comando de Hennebont e Blavet por Mercœur, rapidamente percebeu que os espanhóis se comportavam como seus conquistadores e não reconheciam qualquer autoridade além de seu rei, Filipe II.
Poucos dias depois, Laval caiu nas mãos da Liga Católica. Em 23 de maio de 1592, o Príncipe de Conti retirou-se para o Château-Gontier. O Duque de Mercœur e o Marquês de Sablé entraram em Laval e tomaram o Chateau-Gontier. Boisdauphin assumiu o comando de Laval e Louis Champagné tornou-se governador de Chateau-Gontier.